# Marsovin
Die Marsovin Ltd. ist die größte Weinkellerei Maltas. Sie wurde 1919 gegründet und ist in Paola angesiedelt. Ihre Töchter Löwenbräu (Malta) Ltd. – ursprünglich ein Joint Venture mit Löwenbräu München – und H.H. Ltd., die in Qormi ansässig sind, stellen Bier, Limonade und Tafelwasser her.
Mit Emmanuel Delicata beherrscht sie 90 % des Marktes.

## Geschichte
Chev. Anthony Cassar gründete nach dem Ersten Weltkrieg ein Weinhaus unter dem Namen A. & G. Cassar. Seit 1956 nennt sich die Firma, die immer noch in Besitz der Familie Cassar ist, Marsovin Ltd. Anfänglich wurden importierte Trauben gekeltert, aber seit den 1950er-Jahren besitzt Marsovin auch eigene Felder, auf denen rote und weiße Trauben – vornehmlich französische Sorten – angebaut werden.
In den 1990er- und 2000er-Jahren stellte der Firmenverbund in Qormi auch Dosenbier, sowie Süßgetränke und Tafelwasser in Glas- und PET-Flaschen, her.

## Weblink und Quelle
- Homepage der Marsovin Ltd. (englisch)